# (2608) Сенека
(2608) Сенека (лат. Sĕnĕca) — небольшой околоземный астероид из группы Амура (III), который принадлежит к светлому спектральному классу S. Он был открыт 17 февраля 1978 года немецким астрономом Г.-Э. Шустером в обсерватории Ла-Силья и назван в честь известного древнеримского философа Сенеки.

Орбита астероида Сенека и его положение в Солнечной системе
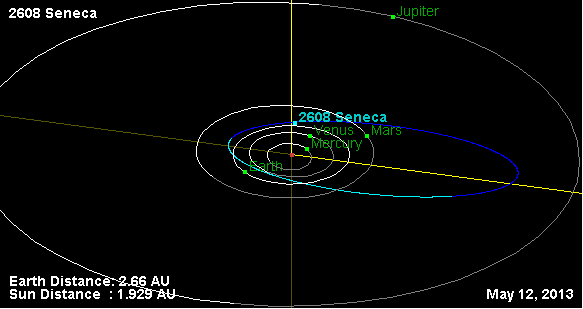
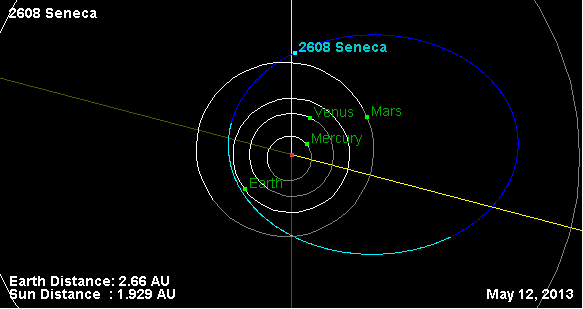